# Thyrinteina leucoceraea
Thyrinteina leucoceraea là một loài bướm đêm trong họ Geometridae.